# Humberto López y Guerra

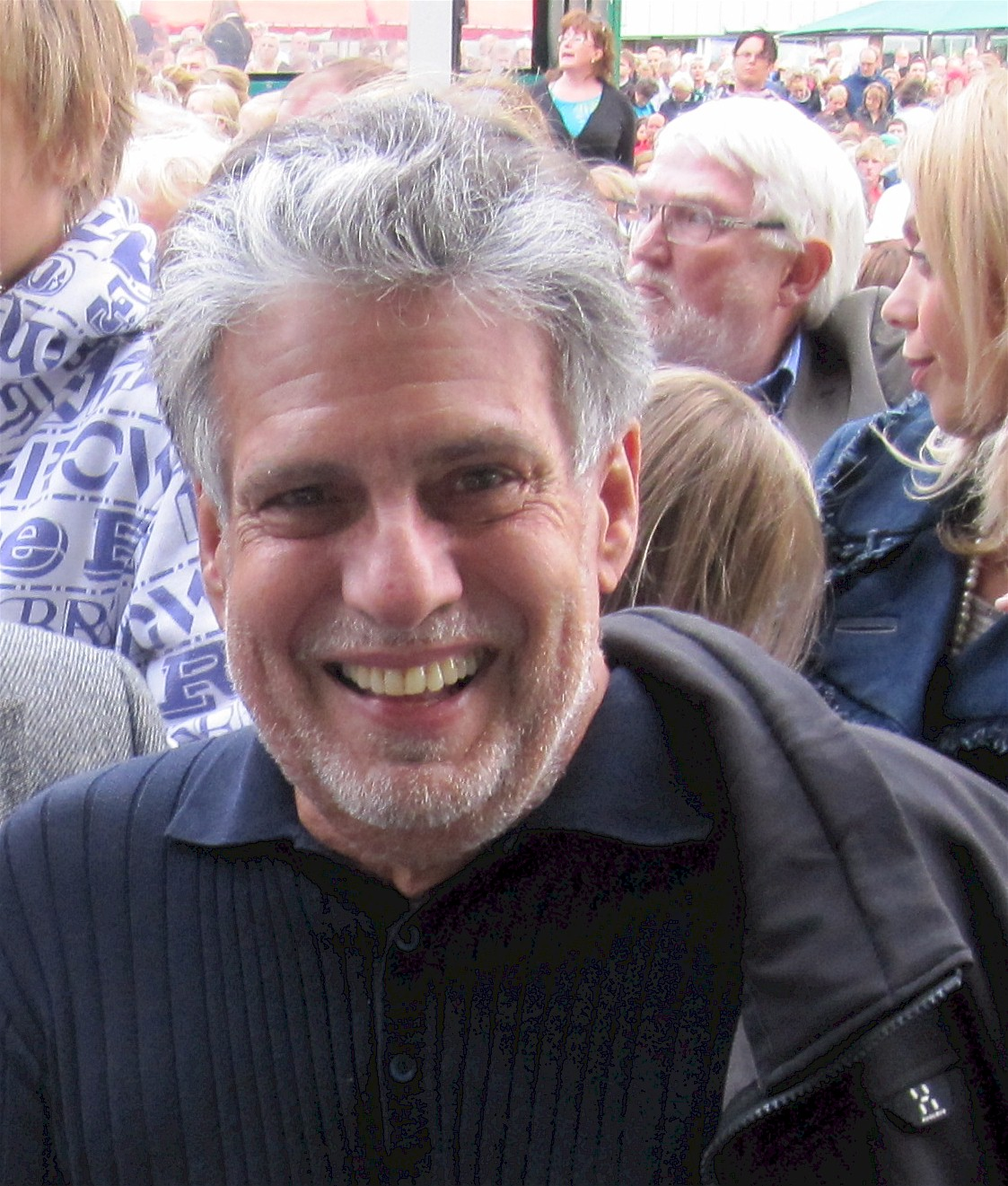
Humberto López y Guerra (2010)

Humberto López y Guerra (* 12. August 1942 in Matanzas, Kuba) ist ein kubanisch-schwedischer Schriftsteller, Filmschaffender und Journalist.

## Leben
Humberto López y Guerra begann seine Filmkarriere 1960 in Kuba. Von 1963 bis 1967 studierte er Regie an der Deutschen Hochschule für Filmkunst in Babelsberg in der damaligen DDR. Nach einem Zwischenaufenthalt in Kuba zog er 1968 nach Schweden. Er ist Regisseur von Dokumentarfilmen und Fernsehserien, darunter Federico García Lorca: Asesinato en Granada (1976), Arrabal (1978) (Teilnahme am Prix Italia 1981), La Larga Condena („Die lange Strafe“), La Cuba de Castro („Castros Kuba“; eine umfassende Serie über das Kuba der achtziger Jahre) und Odskans år („Ein schlimmes Jahr“) über Nationalsozialisten in Schweden während des Zweiten Weltkriegs, Gewinner des Nordvision Preises für die beste Fernsehserie Skandinaviens.

## Literarische Veröffentlichungen
- El traidor de Praga., Editorial Verbum, 2012, ISBN 978-84-7962-738-6
- Triángulo de espías, Editorial Verbum, 2016
- Den ofrivillige spionen, Saturn Förlag, 2018, ISBN 978-91-639-8502-7